# Niccolò da Osimo
Niccolò da Osimo (Osimo, anni 1370 – Roma, 1453) è stato un francescano, teologo e scrittore italiano, nominato custode di Terra Santa nel 1438.

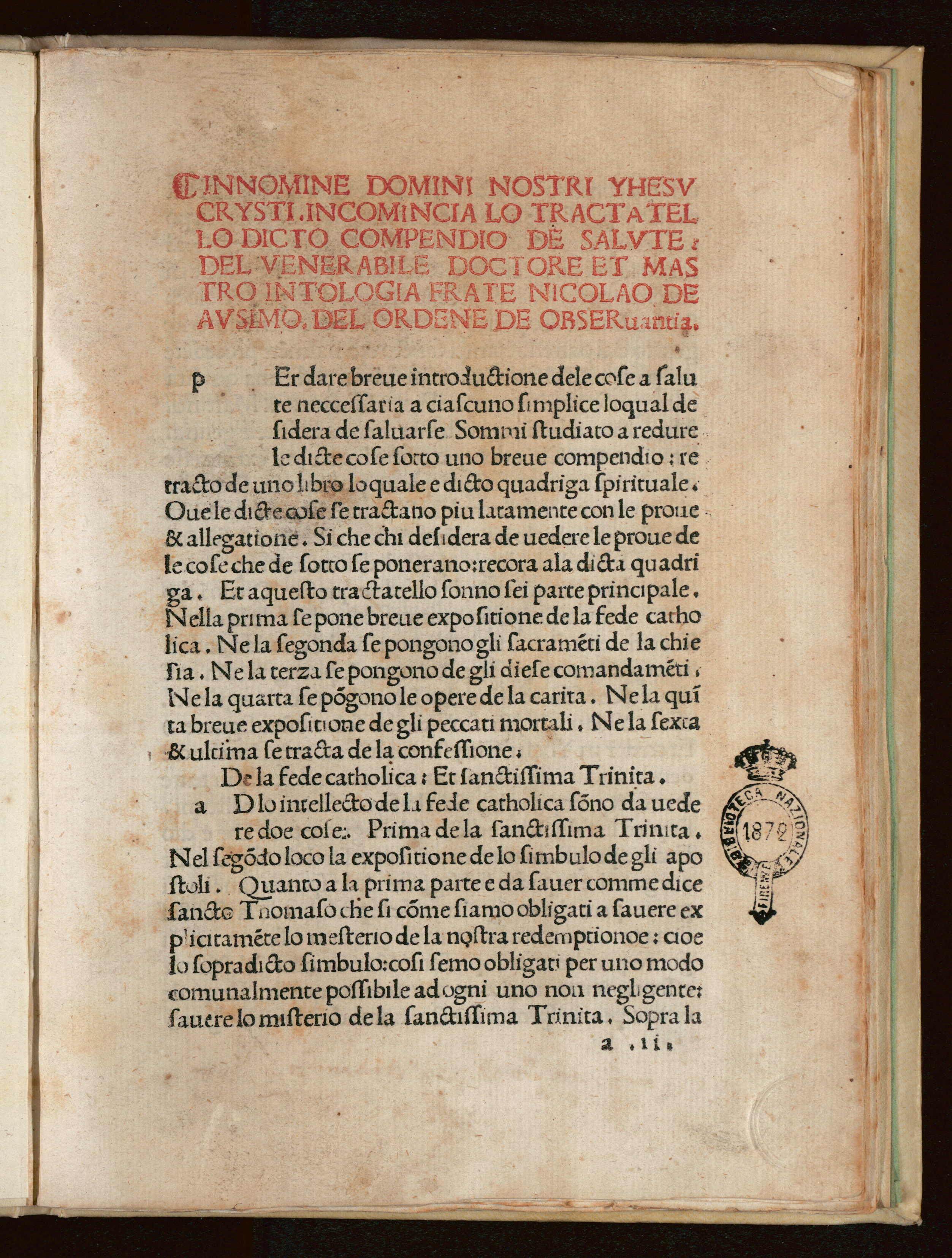
Compendio de salute, 1479

Canonista esperto di teologia morale, è autore, fra le altre opere, di un supplemento alla Summa casuum coscientiae o Summa Pisanella di Bartolomeo da San Concordio, scritto nel 1444 e pubblicato a partire dal 1473 in numerose edizioni.

## Opere
- Quadriga spirituale, Bologna, Baldassarre Azzoguidi, 1475.
- Compendio de salute, Tuscolano, Gabriele di Pietro, 1479.
- (LA) Supplementum Summae Pisanellae, Venezia, Leonhard Wild, 1479.
- Giardino de oratione, Venezia, Bernardino Benali, 1494.